# Protocoleoptera
De Protocoleoptera zijn een onderorde van uitgestorven insecten uit de orde kevers (Coleoptera).

## Taxonomie
De onderorde is als volgt onderverdeeld:
- Superfamilie Tshekardocoleoidea Rohdendorf, 1944  †
  - Familie Tshekardocoleidae Rohdendorf, 1944  †
  - Familie Labradorocoleidae Ponomarenko, 1969  †
  - Familie Oborocoleidae Kukalová, 1969  †
- Superfamilie Permocupedoidea Martynov, 1933  †
  - Familie Permocupedidae Martynov, 1933  †
  - Familie Taldycupedidae Rohdendorf, 1961  †
- Superfamilie Permosynoidea Tillyard, 1924  †
  - Familie Ademosynidae Ponomarenko, 1968  †
  - Familie Permosynidae Tillyard, 1924  †